# Nagia melipotica
Nagia melipotica là một loài bướm đêm trong họ Noctuidae.